# اتجاهات البوصلة

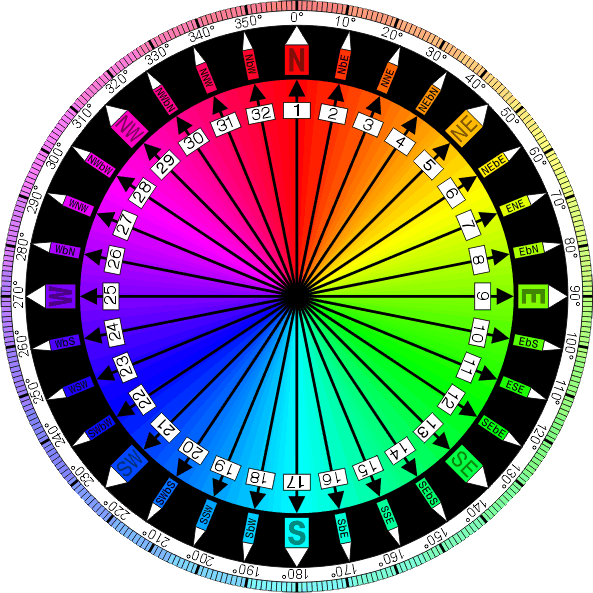
قرص بوصلة

اتجاهات البوصلة هي عملية تسمية جميع النقاط الاثنين والثلاثين في اتجاه عقارب الساعة الموجودة في البوصلة بالترتيب. وتتشكل هذه الأسماء من خلال أوائل الاتجاهات السماوية والاتجاهات الترتيبية المتوسطة، التي تعد وسيلة مفيدة جدًا للإشارة إلى اتجاه (أو وجهة أو طريق) بطريقة عامة أو عامية، دون الحاجة إلى اللجوء إلى الحوسبة أو درجات التذكير. وفي معظم التطبيقات، حلت الدرجات التي تقيس اتجاه عقارب الساعة من الشمال محل النقاط البسيطة.

## نقاط البوصلة
| #  | نقطة البوصلة              | الاختصار | منطقة الرياح التقليدية       | أدنى درجة    | الدرجة المتوسطة | أعلى درجة    |
| -- | ------------------------- | -------- | ---------------------------- | ------------ | --------------- | ------------ |
| 1  | الشمال                    | N        | ترامونتان                    |              | 0.00 درجة       | 5.62 درجة    |
| 2  | شرق الشمال                | NbE      | Qto Tramontana verso Greco   | 5.63 درجة    | 11.25 درجة      | 16.87 درجة   |
| 3  | بين الشمال والشمال الشرقي | NNE      | الترامونتان اليونانية        | 16.88 درجة   | 22.50 درجة      | 28.12 درجة   |
| 4  | شمال الشمال الشرقي        | NEbN     | Qto Greco verso Tramontana   | 28.13 درجة   | 33.75 درجة      | 39.37 درجة   |
| 5  | الشمال الشرقي             | NE       | يونانية                      | 39.38 درجة   | 45.00 درجة      | 50.62 درجة   |
| 6  | شرق الشمال الشرقي         | NEbE     | Qto Greco verso Levante      | 50.63 درجة   | 56.25° درجة     | 61.87 درجة   |
| 7  | بين الشرق والشمال الشرقي  | ENE      | ليفانت اليونانية             | 61.88 درجة   | 67.50 درجة      | 73.12 درجة   |
| 8  | شمال الشرق                | EbN      | Qto Levante verso Greco      | 73.13 درجة   | 78.75 درجة      | 84.37 درجة   |
| 9  | الشرق                     | E        | ليفانت                       | 84.38 درجة   | 90.00 درجة      | 95.62 درجة   |
| 10 | جنوب الشرق                | EbS      | Qto Levante verso Scirocco   | 95.63 درجة   | 101.25 درجة     | 106.87 درجة  |
| 11 | بين الشرق والجنوب الشرقي  | ESE      | ليفانت شهيلي                 | 106.88 درجة  | 112.50 درجة     | 118.12 درجة  |
| 12 | شرق الجنوب الشرقي         | SEbE     | Qto Scirocco verso Levante   | 118.13 درجة  | 123.75 درجة     | 129.37 درجة  |
| 13 | الجنوب الشرقي             | SE       | شهيلي                        | 129.38 درجة  | 135.00 درجة     | 140.62 درجة  |
| 14 | جنوب الجنوب الشرقي        | SEbS     | Qto Scirocco verso Ostro     | 140.63 درجة  | 146.25 درجة     | 151.87 درجة  |
| 15 | بين الجنوب والجنوب الشرقي | SSE      | أوسترو-شهيلي                 | 151.88 درجة  | 157.50 درجة     | 163.12 درجة  |
| 16 | شرق الجنوب                | SbE      | Qto Ostro verso Scirocco     | 163.13 درجة  | 168.75 درجة     | 174.37 درجة  |
| 17 | الجنوب                    | S        | أوسترو                       | 174.38 درجة  | 180.00 درجة     | 185.62 درجة  |
| 18 | غرب الجنوب                | SbW      | Qto Ostro verso Libeccio     | 185.63 درجة  | 191.25 درجة     | 196.87 درجة  |
| 19 | بين الجنوب والجنوب الغربي | SSW      | أوسترو-لايبيشيو              | 196.88 درجة  | 202.50° درجة    | 208.12 درجة  |
| 20 | جنوب الجنوب الغربي        | SWbS     | Qto Libeccio verso Ostro     | 208.13 درجة  | 213.75 درجة     | 219.37 درجة  |
| 21 | الجنوب الغربي             | SW       | لايبيشيو                     | 219.38 درجة  | 225.00 درجة     | 230.62 درجة  |
| 22 | غرب الجنوب الغربي         | SWbW     | Qto Libeccio verso Ponente   | 230.63 درجة  | 236.25 درجة     | 241.87 درجة  |
| 23 | بين الغرب والجنوب الغربي  | WSW      | بونينتا-لايبيشيو             | 241.88 درجة  | 247.50 درجة     | 253.12 درجة  |
| 24 | جنوب الغرب                | WbS      | Qto Ponente verso Libeccio   | 253.13 درجة  | 258.75 درجة     | 264.37 درجة  |
| 25 | الغرب                     | W        | بونينتا                      | 264.38 درجة  | 270.00 درجة     | 275.62 درجة  |
| 26 | شمال الغرب                | WbN      | Qto Ponente verso Maestro    | 275.63 درجة  | 281.25 درجة     | 286.87 درجة  |
| 27 | بين الغرب والشمال الغربي  | WNW      | مايسترو-بونينتا              | 286.88 درجة  | 292.50 درجة     | 298.12° درجة |
| 28 | غرب الشمال الغربي         | NWbW     | Qto Maestro verso Ponente    | 298.13 درجة  | 303.75 درجة     | 309.37 درجة  |
| 29 | الشمال الغربي             | NW       | مايسترو                      | 309.38 درجة  | 315.00 درجة     | 320.62 درجة  |
| 30 | شمال الشمال الغربي        | NWbN     | Qto Maestro verso Tramontana | 320.63 درجة  | 326.25 درجة     | 331.87° درجة |
| 31 | بين الشمال والشمال الغربي | NNW      | مايسترو-الترامونتان          | 331.88° درجة | 337.50° درجة    | 343.12° درجة |
| 32 | غرب الشمال                | NbW      | Qto Tramontana verso Maestro | 343.13° درجة | 348.75° درجة    | 354.37° درجة |
| 1  | الشمال                    | N        | ترامونتان                    | 354.38° درجة | 360.00° درجة    |              |

## أسماء نقاط البوصلة
ذات 16 نقطة

وردة بوصلة

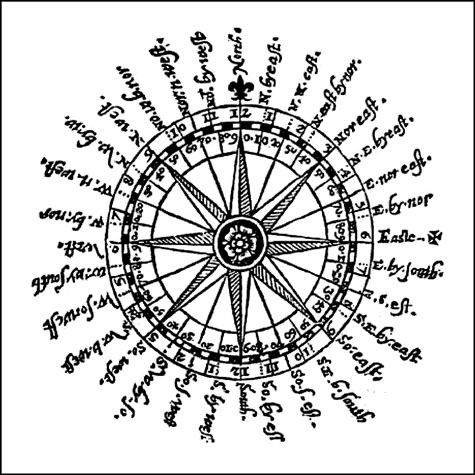
32 بطاقة رياح على البوصلة، بالأسماء الإنجليزية

تتبع أسماء 32 وردة على بوصلة الرياح هذه القواعد:
- الاتجاهات السماوية هي الشمال (N) والشرق (E) والجنوب (S) والغرب (W)، بزوايا 90 درجة على وردة البوصلة.
- الاتجاهات البينية هي الشمال الشرقي (NE) والجنوب الشرقي (SE) والجنوب الغربي (SW) والشمال الغربيّ (NW)، التي تشكلها تنصيف زوايا الرياح السماوية. والاسم هو مجرد مجموعة من الجهات الأصلية التي تنصفها الاتجاهات نصفين.
- وتعد الرياح الرئيسية الثمانية (أو الرياح الأساسية) هي السماوية والبينية معًا، وهي الشمال والشمال الشرقي والشرق والجنوب الشرقي والجنوب والجنوب الغربي والغرب والشمال الغربي. وتبعد كل رياح رئيسية عن المجاورة لها بمقدار 45 درجة. الرياح الرئيسية من وردة البوصلة الأساسية ثمانية الرياح.
- والرياح النصفية الثمانية هي النقاط التي تم الحصول عليها من خلال تنصيف الزوايا بين الرياح الأساسية. والرياح النصفية هي بين الشمال والشمال الشرقي (NNE) وبين الشرق والشمال الشرقي (ENE) وبين الشرق والجنوب الشرقي (ESE) وبين الجنوب والجنوب الشرقي (SSE) وبين الجنوب والجنوب الغربي (SSW) وبين الغرب والجنوب الغربي (WSW) وبين الغرب والشمال الغربي (WNW) وبين الشمال والشمال الغربي (NNW). ويلاحظ أن نشأة الاسم جاءت من خلال الجمع بين أسماء الرياح الأساسية في أي من الجانبين مع قدوم الرياح السماوية أولاً والرياح البينية ثانيًا. حيث تنتج الرياح الأساسية الثمانية والرياح النصفية الثمانية 16 وردة للرياح على البوصلة، وتبعد كل نقطة على البوصلة بزواية 221⁄2 درجة عن التالية لها.
- أما الرياح الربعية الستة عشر هي نقاط الاتجاه التي تم الحصول عليها من خلال تنصيف الزوايا بين النقاط على بوصلة رياح ذات 16 وردة. الرياح الربعية الستة عشر هي شرق الشمال (NbE) وشمال الشمال الشرقي (NEbN) وشرق الشمال الشرقي (NEbE) وشمال الشرق (EbN) في الربع الأول، وجنوب الشرق (EbS) وشرق الجنوب الشرقي (SEbE) وجنوب الجنوب الشرقي (SEbS) وشرق الجنوب (SbE) في الربع الثاني، وغرب الجنوب (SbW) وجنوب الجنوب الغربي (SWbS) وغرب الجنوب الغربي (SWbW) وجنوب الغرب (WbS) في الربع الثالث، وأخيرًا شمال الغرب (WbN) وغرب الشمال الغربي (NWbW) وشمال الشمال الغربي (NWbN) وغرب الشمال (NbW) في الربع الرابع.
وبالتالي تنتج الرياح الثمانية الأساسية والرياح النصفية الثمانية والرياح الربعية الستة عشر بوصلة رياح ذات 32 وردة، وتبعد كل نقطة اتجاه على البوصلة بزاوية مقدارها 111⁄4 درجة عن التالية لها.
ويكون اسم الرياح الربعية عادة «X باتجاه Y»، حيث X هي الرياح الرئيسية وY هي الرياح السماوية. وتعد البوصلة، باعتبارها جهازًا مفيدًا للذاكرة، مفيدة في التفكير في «X باتجاه Y» كاختصار لعبارة «رياح ربعية واحدة من X باتجاه Y»، حيث يكون «الربع» 111⁄4 درجة، وX هي أقرب رياح رئيسية وY هي الرياح السماوية التالية (الأكثر بعدًا). ولذلك «شرق الشمال الشرقي» يعني «ربع واحد من الشمال الشرقي باتجاه الشرق» و «جنوب الجنوب الغربي» يعني «ربع واحد من الجنوب الغربي باتجاه الجنوب». ولا يعتبر اسم الفيلم الشهير للمخرج ألفريد هتشكوك (Alfred Hitchcock) عام 1959 الشمال من الشمال الغربي (North by Northwest)، نقطة اتجاه على بوصلة الرياح ذات 32 وردة، لأن الاتجاه ربع واحد من الشمال باتجاه الشمال الغربي نعبر عنه بـ «غرب الشمال» وليس «شمال الشمال الغربي». وإذا كان مؤلف «اسم» الفيلم (كما اقترح رئيس قسم الروايات في إم جي إم (MGM))، يقصد نقطة واحدة من الشمال الغربي باتجاه الشمال فإن المصطلح الصحيح هو «شمال الشمال الغربي».

## الأسماء التقليدية
تم اختراع وردة البوصلة التقليدية ثمانية الرياح (ومشتقاتها من الرياح الـ 16 والرياح الـ 32) بواسطة البحارة في البحر الأبيض المتوسط خلال العصور الوسطى (فقد كانت بوصلة الرياح التقليدية ذات الـ 12 وردة اليونانية الرومانية القديمة غير مجدية). وقد تم التعبير عن أسماء الرياح الملاحية التقليدية بـالإيطالية - أو بتعبير أدق بـلغة التواصل المشتركة في البحر الأبيض المتوسط الإيطالية بين البحارة في القرنين 13 و14، والتي كانت تتألف أساسًا من اللغة الليغورية الجنوفية)، المختلطة بمصطلحات اللغة البندقية واللغة الصقلية واللغة البروفنسالية واللغة الكتالانية واللغة اليونانية واللغة العربية من جميع أنحاء حوض البحر المتوسط.

بوصلة رياح ذات 32 وردة مع الأسماء التقليدية (ورموز الألوان التقليدية).

وقد كانت تستخدم هذه اللهجة الإيطالية العامية في تحديد أسماء الرياح الرئيسية على وردة البوصلة الموجودة في بوصلة وخرائط بورتولان الخاصة بالبحارة في القرنين 14 و15. وفيما يلي الأسماء «التقليدية» للرياح الثمانية الرئيسية:
- (الشمال) - ترامونتان
- (الشمال الشرقي) - اليونانية أو في بعض المصادر البندقية (بورا)
- (الشرق) - ليفانت (وفي بعض الأحيان أورينت)
- (الجنوب الشرقي) - شهيلي (أو Exaloc باللغة الكاتالونية)
- (الجنوب) - أوسترو (أو Mezzogiorno باللغة البندقية)
- (الجنوب الغربي) - لايبيشيو (أو Garbino ،Eissalot باللغة البروفنسالية)
- (الغرب) - بونينتا (أو Zephyrus باللغة اليونانية)
- (الشمال الغربي) - مايسترو (أو Mistral باللغة البروفنسالية)

وتعد الاختلافات في الهجاء المحلي أكثر اختلافًا من التي تم إدراجها، على سبيل المثال Tramutana وGregale وGrecho وSirocco وXaloc وLebeg وLibezo وLeveche وMezzodi وMigjorn وMagistro وMestre إلخ. وعادة ما تتضمن البوصلة التقليدية الأحرف الأولى T وG وL وS وO وL وP وM على النقاط الرئيسية. كما أن خرائط بورتولان مرمزة رياح البوصلة بعدة ألوان: الأسود للرياح الثمانية الرئيسية والأخضر للرياح الثمانية النصفية والأحمر للرياح الستة عشر الربعية.
وفي البوصلة الإنجليزية، وضعت جميع أسماء الرياح بناءً على الأسماء الرئيسية الأربعة (N وE وS وW). وفي البوصلة التقليدية، يحتاج المرء لتسجيل ثمانية أسماء رئيسية - واحد لكل رياح من الرياح الثمانية الرئيسية. وبالرغم من أن هناك عددًا كبيرًا من الأسماء التي يتعين تسجيلها، إلا أن الفائدة هي أن قواعد بناء الأسماء لبوصلة الرياح ذات 32 وردة تعد أكثر وضوحًا. والرياح النصفية ليست سوى مزيج من الرياح الرئيسيتين التي تنصفها نصفين، مع قدوم الاسم الأقصر عادة في البداية (مثل NNE هي «الترامونتان اليونانية» وENE هي «ليفانت اليونانية» وSSE هي «أوسترو-شهيلي»، إلخ). وقد تمت صياغة الرياح الربعية "Quarto di X verso Y" (ربع واحد من X باتجاه Y) أو «X متعلقة بـ Y» (X إلى Y) أو «X حسب Y» (X باتجاه Y). ولا توجد أشياء شاذة تعرقل الفهم: الرياح الرئيسية الأولى دائمًا تأتي أولاً، والأكثر بعدًا ثانيًا، على سبيل المثال الشمال باتجاه الشرق هو "Quarto di Tramontana verso Greco" والشمال الشرقي باتجاه الشمال هو "Quarto di Greco verso Tramontana". فهذه الأسماء متماثلة تمامًا.

## وصلات خارجية
- Wind Rose (Archived) – discusses the origins of the names for compass directions.